# Sunday Girl (canción de Blondie)
«Sunday Girl» es una canción de la banda estadounidense de new wave Blondie, publicada en mayo de 1979 como el quinto sencillo de su tercer álbum de estudio, Parallel Lines (1978). La canción fue compuesta por Chris Stein.
Fue el sencillo posterior al cuarto y mítico sencillo "Heart of Glass" del mencionado álbum. Fue un éxito número 1 en el Reino Unido e Irlanda y alcanzó el top ten en varios países europeos. Desde entonces, ha sido aclamado por la crítica y se ha incluido en varios álbumes recopilatorios.
Sirvió de inspiración para el tema de apertura de la serie Shin Chan.

## Lista de canciones
| 7" (Chrysalis / CHS 2320) |                           |          |  |
| N.º                       | Título                    | Duración |  |
| 1.                        | «Sunday Girl»             | 3:01     |  |
| 2.                        | «I Know But I Don't Know» | 3:53     |  |

| 12" (Chrysalis / CHS 12 2320) |                                |          |  |
| N.º                           | Título                         | Duración |  |
| 1.                            | «Sunday Girl»                  | 3:01     |  |
| 2.                            | «Sunday Girl (French Version)» | 3:01     |  |
| 3.                            | «I Know But I Don't Know»      | 3:53     |  |

| 2x7" (RSD 2022) (UMC / 5393433) |                                 |          |  |
| N.º                             | Título                          | Duración |  |
| 1.                              | «Sunday Girl (Original Single)» | 3:01     |  |
| 2.                              | «Sunday Girl (French Version)»  | 3:01     |  |
| 3.                              | «Sunday Girl (Demo)»            | 2:50     |  |
| 4.                              | «Sunday Girl (Live)»            | 2:58     |  |

## Posicionamiento en listas
| Lista (1978–1979)                     | Máxima posición |
| ------------------------------------- | --------------- |
| Alemania (Offizielle Deutsche Charts) | 6               |
| Austria (Ö3 Austria Top 40)           | 5               |
| Bélgica (Flandes) (Ultratop 50)       | 23              |
| Finlandia (Official Finnish Charts)   | 12              |
| Irlanda (IRMA)                        | 1               |
| Noruega (VG-lista)                    | 5               |
| Países Bajos (Dutch Top 40)           | 22              |
| Países Bajos (Mega Single Top 100)    | 13              |
| Reino Unido (UK Singles Chart)        | 1               |
| Sudáfrica (Springbok Radio)           | 8               |
| Suecia (Sverigetopplistan)            | 18              |
| Suiza (Schweizer Hitparade)           | 5               |